# Shangguandi
Shangguandi (kinesiska: 上官地, 上官地镇) är en köping i Kina. Den ligger i den autonoma regionen Inre Mongoliet, i den norra delen av landet, omkring 600 kilometer öster om regionhuvudstaden Hohhot. Antalet invånare är 13642. Befolkningen består av 6 585 kvinnor och 7 057 män. Barn under 15 år utgör 14,0 %, vuxna 15-64 år 75 %, och äldre över 65 år 9,0 %.
Genomsnittlig årsnederbörd är 567 millimeter. Den regnigaste månaden är juni, med i genomsnitt 159 mm nederbörd, och den torraste är januari, med 4 mm nederbörd.